# Altbairisch
Altbairisch ist die Sprache der frühesten Texte aus althochdeutscher Zeit (8. Jahrhundert bis um 1050), die im damaligen Stammesherzogtum Baiern sowie von aus diesem Gebiet stammenden Schreibern niedergeschrieben wurden. Altbairisch war die Sprache der Bajuwaren, bevor im Hochmittelalter eine überregionale deutsche Literatursprache (Mittelhochdeutsch) entstand. Aus der Zeit der bajuwarischen Ethnogenese im 6. Jahrhundert sind keine schriftlichen Quellen der Sprache überliefert, die ersten altbairischen Texte stammen aus dem ausgehenden 8. Jahrhundert. Alle Aussagen, die sich auf die Zeit davor beziehen, basieren auf linguistischen Rekonstruktionen.
Der Begriff Altbairisch ist zu unterscheiden von den modernen Dialekten in Altbayern, wobei Altbairisch eine Vorstufe aller rezenten bairischen Dialekte war, sowohl im heutigen Altbayern, als auch in Österreich und Südtirol.

## Entstehung des Altbairischen

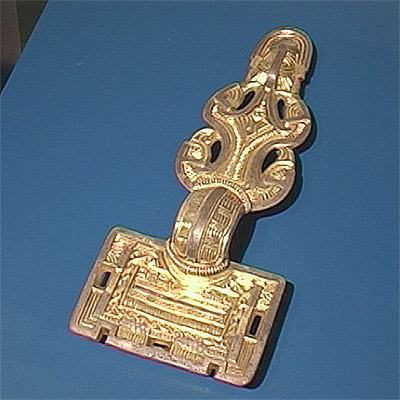
Bajuwarische Bügelfibel, 6. Jahrhundert, gefunden in Waging am See

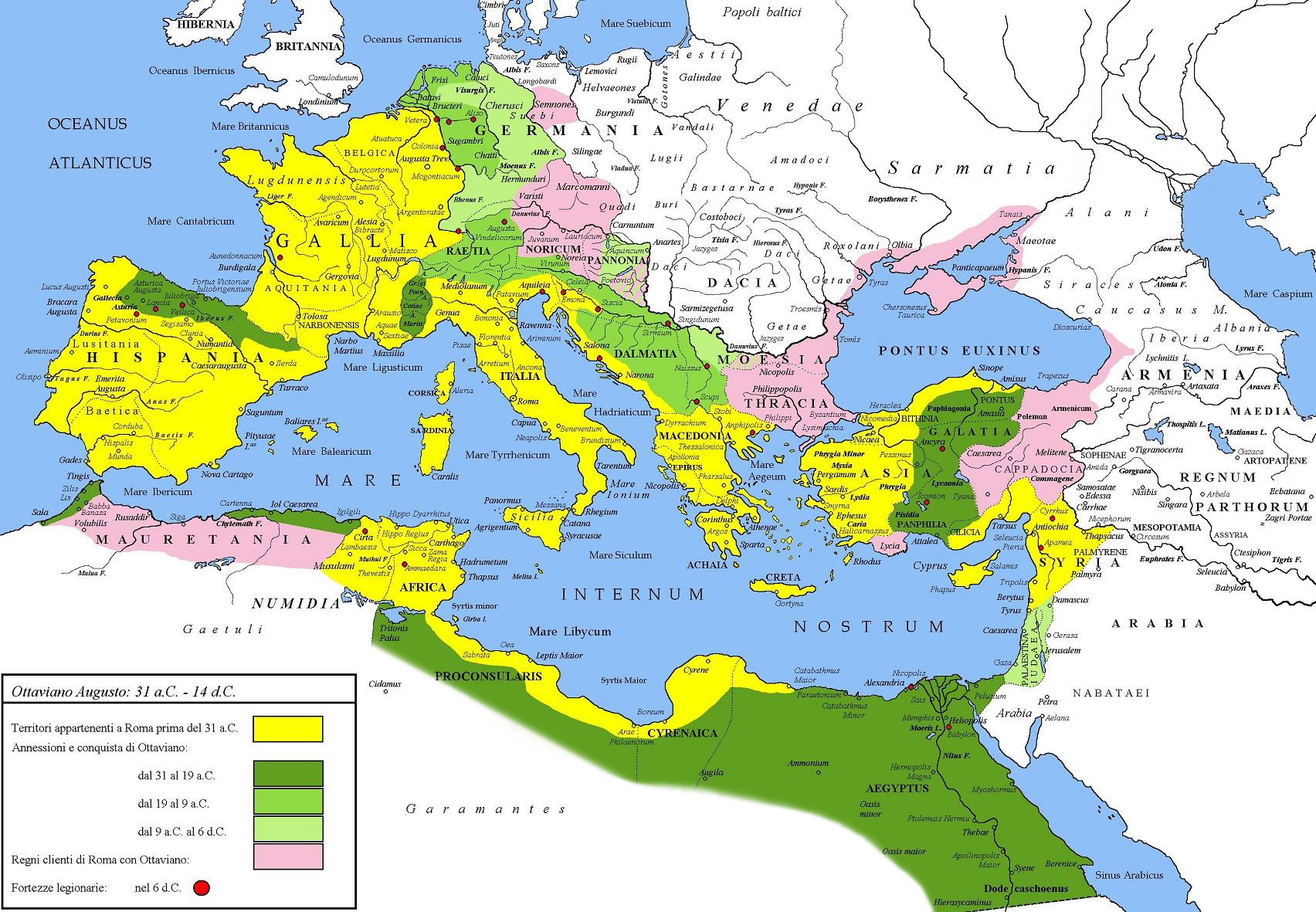
Die Ausdehnung des römischen Imperiums unter Augustus erfasste auch Teile des späteren bairischen Sprachraums.

Als die römischen Truppen unter der Leitung von Iulius Caesar, dem Statthalter der römischen Provinz Südgallien, im Jahre 58 v. Chr. auch noch die übrigen gallischen Gebiete eroberten, begann das Römische Reich sich weiter nach Osten auszudehnen. Seine territoriale Konsolidierung schritt unter Augustus voran. Während der mehrhundertjährigen Herrschaft der Römer ergab sich durch Zuzug und Ansiedlung und verbesserte Lebensbedingungen ein höheres Bevölkerungswachstum, wobei durch die Constitutio Antoniniana des Kaisers Caracalla aus dem Jahr 212 allen freien Bewohnern der römischen Provinzen das römische Bürgerrecht zuerkannt wurde – auch in Rätien und Noricum. Diese romanisierten Provinzbürger werden als Provinziale bezeichnet. Aus der römischen Zeit stammen auch jene beiden Relikte, welche auf Boier im Land verweisen: ein römisches Militärdiplom, das 107 n. Chr. an den Soldaten Mogetissa einer hispanischen Reitereinheit (einer sog. Ala) in Rätien verliehen wurde, dessen Vater Comatullus ein Boio war, und eine Keramikscherbe, in die Boio eingeritzt wurde.
Der Einfluss des Lateinischen nahm somit stetig zu, bis es dann im 2. und 3. Jahrhundert n. Chr. zu zwei entscheidenden Veränderungen östlich des Rheins kam. Germanische Stämme schlossen sich zu Großstämmen zusammen und so nahm der Druck verschiedener Stämme auf die römischen Grenzen, Sprache und Kultur immer mehr zu.
Altbairisch ist im 6. Jahrhundert in der Region nördlich der Alpen und südlich der Donau, im Umfeld einer römisch geprägten Kultur, entstanden. Im Jahr 488 nach Christus hatte Odoaker, der Herrscher über das römische Italien, den verbliebenen römischen Truppen und der römischen Zivilbevölkerung an der Donau befohlen, nach Italien abzuziehen, um dort die verbliebenen Kräfte gegen die Ostgoten zu bündeln. Dadurch wurde die Donaugrenze von den Römern nicht mehr verteidigt und das Land südlich davon aufgegeben. Nach dem Ende der römischen Herrschaft an der Donau überquerten verschiedene germanische Gruppen die Donau und siedelten auf dem Land, das zuvor Teil der römischen Provinzen Noricum und Raetia Secunda war.
Verschiedene elbgermanische Gruppen wie Langobarden, Markomannen und Alemannen, sowie die verbliebene kelto-romanische Bevölkerung und kleinere Gruppen ostgermanischer Stämme sowie Slawen sind in dieser Gegend zu einer neuen ethnischen Einheit, den Bajuwaren verschmolzen. Die Sprache der Bajuwaren trägt deshalb auch Spuren dieses heterogenen Ursprungs und hat ein romanisches sowie ein slawisches Substrat, sowie kleine ostgermanische Spracheinflüsse.
Erst später dehnte sich der altbairische Sprachraum auch nach Osten über die Traun in Oberösterreich und danach über die Enns ins heutige Niederösterreich, sowie nach Südosten in die heutige Steiermark und Kärnten aus. Dort lebten davor slawischsprechende Menschen, die auch nach der Eroberung erst einige Generationen später zum Bairischen wechselten. Im südöstlichen Kärnten gibt es heute noch die autochthone slowenischsprachige Minderheit (Kärntner Slowenen).
In Salzburg und Tirol war hingegen die romanischsprachige Bevölkerung zahlreicher, was zu einem stärkeren romanischen Substrat in dieser Region geführt hat. Noch bis ins Hochmittelalter gab es auch dort noch romanische Sprachinseln und das heutige Ladinisch und Rätoromanische sind Überbleibsel dieser Alpenromanen.
Im Norden, in der heutigen Oberpfalz, grenzte das Altbairische an das Altoberfränkische, wodurch dort auch ein fränkischer Einfluss vorhanden war. Später, nachdem 788 das bajuwarische Stammesherzogtum Teil des fränkischen Reiches wurde, gab es im gesamten altbairischen Sprachgebiet einen fränkischen Einfluss, den man fränkisches Superstrat nennt. Fränkischen Adeligen wurden auch Lehen am äußersten Rand des bajuwarischen Herzogtums zugeteilt, im heutigen Kärnten, der Steiermark und dem Burgenland, wodurch fränkische Einflüsse selbst bis dorthin wirksam wurden.

## Charakteristika des Altbairischen

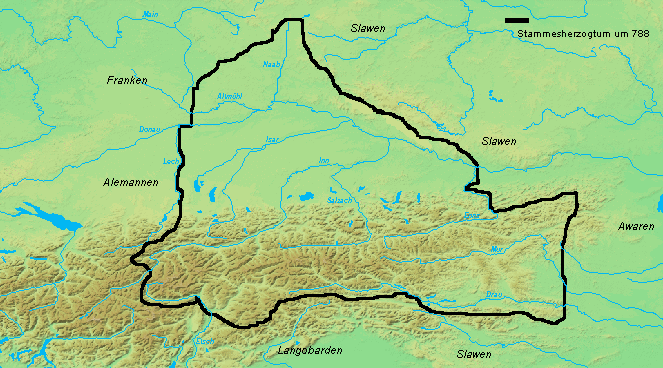
Das bajuwarische Herzogtum 788

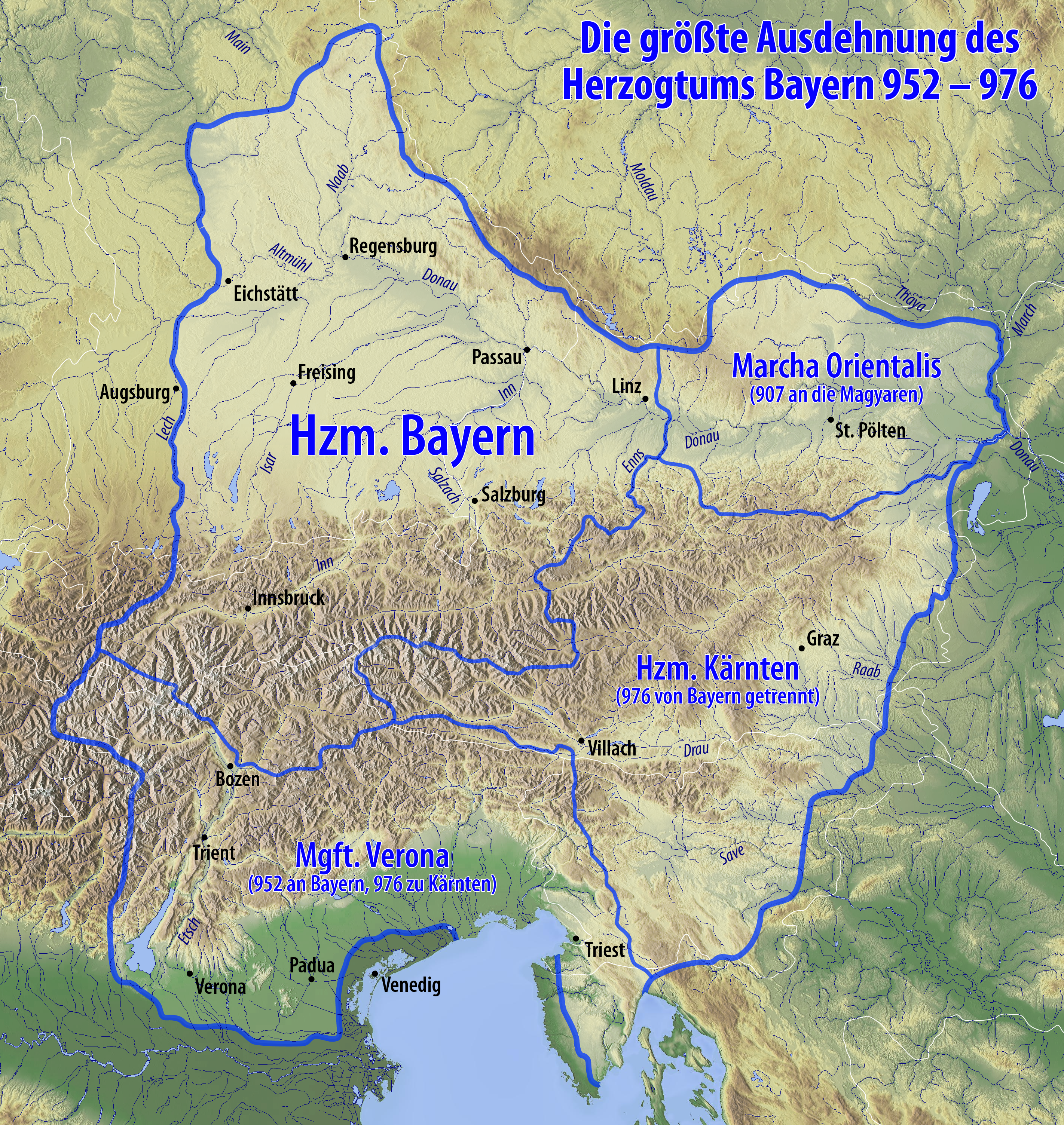
Das Herzogtum Baiern 952–976

Deutsche Stammesherzogtümer um das Jahr 1000

Das Altbairische ist eine westgermanische Sprache, die zur Zeit der ersten schriftlichen Quellen bereits vollständig die Zweite Lautverschiebung vollzogen hat. Diese Lautverschiebung ist davor bereits in langobardischen Quellen aus Norditalien belegt, wodurch man auch annimmt, dass sie sich von dort nach Norden ausgebreitet hat. Das Langobardische und das Altbairische waren wahrscheinlich auch sehr ähnlich, wobei angesichts der wenigen langobardischen Quellen eine detaillierte Aussage dazu kaum möglich erscheint. Zum Altalemannischen bestehen in dieser Zeit ebenfalls noch wenig Unterschiede. Erst im 12. Jahrhundert driften das Alemannische und das Bairische auf Grund unterschiedlicher Lautentwicklungen auseinander (Diphthongierung).
Innerhalb der westgermanischen Sprachen wird das Altbairische zur Gruppe der Elbgermanen gezählt und hat zusätzlich noch kleinere ostgermanische Einflüsse, wie die bairischen Wochentage (Erietag, Pfingstag), gewisse lexikalische Besonderheiten (zum Beispiel Dult) und die Konservierung der Dualformen (Singular-Dual-Plural). Ob der bairische Dual jedoch auf gotischen Einfluss zurückgeht oder von den Rugiern oder Skiren übernommen wurde, oder aber eine eigenständige regionale Besonderheit darstellt, ist umstritten.
Ein weiterer Unterschied zu anderen westgermanischen Idiomen oder althochdeutschen Varietäten dieser Zeit sind das romanische und slawische Substrat im Altbairischen, wobei die meisten slawischstämmigen Wörter in den heutigen bairischen Dialekten erst viel später als Adstrat aufgenommen wurden. 
Das lateinische Substrat ist hingegen schon im Altbairischen nicht nur im lexikalischen Bereich, sondern auch in der Grammatik deutlich erkennbar. Lateinische Reliktwörter, die nicht in nördlicheren Idiomen vorkommen, sind zum Beispiel „Ribisl“ (lateinisch: ribes), „Most“ (lateinisch: vinum mustum), „Radi“ (lateinisch: radix). Andere romanische Wörter haben alle späteren Lautentwicklungen mitvollzogen und müssen deshalb auch schon in dieser Zeit vorhanden gewesen sein.  Oder der Satz 
```
* 
Mi bringt mi koana aus’n heisl.
 dt. „Mich bringt (mich) keiner aus dem Häuschen.“
```

könnte hinsichtlich Satzstellung und der Verwendung des (romanischen) Personalpronomens sowie dessen klitischen Dopplungsstrukturen direkt in das  
```
* 
Spanische
[
2
]
: 
Te lo diré a ti
  oder in das 
* 
Französische
: 
Moi je le dirai à toi
```

übertragen werden.

### Phonetische Eigenheiten
Das Altbairische weist im phonetischen Bereich folgende Eigenheiten gegenüber anderen althochdeutschen Varietäten auf:
- Verschiebung der stimmlosen Verschlusslaute (Tenues) ist seit dem 8. und 9. Jahrhundert vollständig durchgeführt
- Medienverschiebung ist im 8. und 9. Jahrhundert weitgehend durchgeführt (typisch für das Altbairische sind die Fortis-Konsonanten p/t/k statt b/d/g im Anlaut)
- aus dem germanischen <Þ> (th) wurde schon im 8. Jahrhundert ein <d>
- das germanische lange ō bleibt bis ins 9. Jahrhundert erhalten, oft als <oo> geschrieben
- der dumpfe Reduktionsvokal <e> in althochdeutschen Nebensilben wird im Altbairischen meist als <a> geschrieben

### Lexikalische Eigenheiten
Einige Wörter und sogar rechtliche und religiöse Fachbegriffe unterscheiden sich im Altbairischen von anderen althochdeutschen Idiomen, wobei hier vor allem ein Unterschied zwischen Bairisch und Alemannisch einerseits und den fränkischen Varietäten andererseits besteht. Lexikalische Beispiele dafür sind:
- Gericht, Urteil: suona (alemannisch, bairisch); tuom (fränkisch)
- klagen: klagōn (alemannisch, bairisch); wuofen (fränkisch)
- Gedächtnis, Andenken: gihuct (alemannisch, bairisch); gimunt (fränkisch)
- (sich) freuen: freuuen (alemannisch, bairisch); gifëhan (fränkisch)
- demütig: deomuoti (alemannisch, bairisch); ōdmuoti (fränkisch)
- heilig: wīh (alemannisch, bairisch); heilag (fränkisch)
- Geist: ātum (alemannisch, bairisch); geist (fränkisch)

## Teil des Althochdeutschen
In der Linguistik werden alle westgermanischen Sprachen oder Idiome dieser Zeit (ca. 750 bis 1050), bei denen die Zweite Lautverschiebung vorhanden ist, mit dem Überbegriff „Althochdeutsch“ bezeichnet. Insofern ist das Altbairische ein Teil des Althochdeutschen. Das Althochdeutsche war jedoch regional sehr unterschiedlich, weshalb sich schriftliche Quellen größtenteils den entsprechenden Schreibregionen zuordnen lassen. Dabei konnte es im Verlaufe der Überlieferung zu Vermischungen kommen, weil zum Beispiel Schreiber und Vorlage unterschiedlichen Regionen entstammten. Dadurch lassen sich beispielsweise die altsächsischen Passagen im altbairischen Hildebrandslied erklären. Aus dem altbairischen Sprachraum sind zahlreiche Primärquellen als Manuskripte überliefert, die hauptsächlich in den Skriptorien der Klöster Freising, Regensburg, Tegernsee, Benediktbeuern, Passau, Wessobrunn, Mondsee und Salzburg entstanden sind, aber auch von bairischsprachigen Schreibern im Kloster Fulda geschaffen wurden, sowie später auch in den Klöstern der Benediktiner in Klosterneuburg und Millstatt.

## Altbairische Quellen

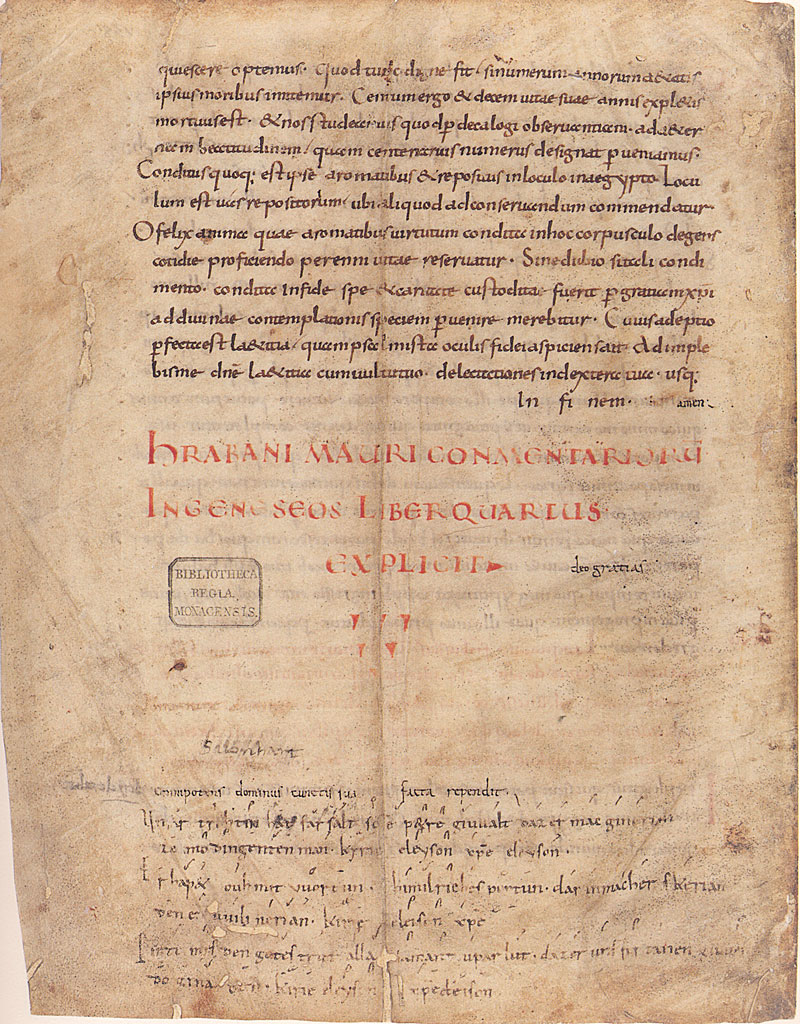
Das Freisinger Petruslied, um 880 entstanden

### 750–800
- KG Kasseler Gespräche (unsicher: 8. Jahrhundert, Bayern, altbairisch)
- MF Mondsee(-Wiener)-Fragmente (Ende des 8. Jahrhunderts, unsicher: Lothringen, altsüdrheinfränkisch oder altbairisch)
- W Wessobrunner Schöpfungsgedicht und Gebet (766–800, altbairisch, vielleicht auch altsächsisch und altenglisch)
- BR Basler Rezepte (auch Fuldaer Rezepte, 8. Jahrhundert, altoberfränkisch, altbairisch, ae.)
- LBai Lex Baiwariorum (vor 743, Latein, sowie vereinzelt altbairisch oder altfränkisch)

### 800–900
- A Abrogans (Ende des 8. Jahrhunderts, altbairisch, Abschrift etwa 830 altalemannisch)
- AB Altbairische Beichte (Anfang des 9. Jahrhunderts)
- BG Altbairisches Gebet (auch St. Emmeramer Gebet, Anfang des 9. Jahrhunderts, unsicher: Regensburg, teilweise altfränkisch)
- E Exhortatio ad plebem christianam (Anfang des 9. Jahrhunderts)
- FP Freisinger Paternoster (Anfang des 9. Jahrhunderts, Bayern)
- LF Lex Salica Fragment (Anfang des 9. Jahrhunderts)
- FG Fränkisches Gebet in bairischer Umschrift (821, arh.-fränkisch und vermutlich altbairisch)
- Hi Hildebrandslied (unsicher: Vorlage erste Hälfte des 8. Jahrhunderts, Oberitalien; erhaltenes Manuskript 9. Jahrhundert, Bayern oder Fulda, altbairisch und teilweise altsächsisch)
- M Muspilli (unsicher: 9. Jahrhundert, 810, 830, altbairisch)
- PE Freisinger Priestereid (unsicher: erste Hälfte des 9. Jahrhunderts, altbairisch)
- C Carmen ad Deum (Mitte des 9. Jahrhunderts)
- P Petruslied (Freisinger Bittgesang an den heiligen Petrus) (unsicher: Mitte des 9. Jahrhunderts)
- BB Vorauer Beichte (Ende des 9. Jahrhunderts)

### 900–1100
- Psb Psalm 138 (um 930, altbairisch)
- SG Sigihards Gebete (unsicher: Anfang des 10. Jahrhunderts, altbairisch)
- WS Wiener Hundesegen (unsicher: erste Hälfte des 10. Jahrhunderts, altbairisch)
- PNe Pro Nessia (unsicher: 10. Jahrhundert, altbairisch)
- JB Jüngere bairische Beichte (1000)
- Wessobrunner Predigten (auch als Althochdeutsche Predigtsammlungen A–C bezeichnet, 11. Jahrhundert)
- OG Otlohs Gebet (nach 1067, altbairisch)
- Oculorum Dolor (11. Jahrhundert, München, altbairisch)
- R Ruodlieb-Glossen (11. Jahrhundert, Kloster Tegernsee)
- Klosterneuburger Gebet (11. Jahrhundert, mittelbairisch)
- Contra malum malannum (zweite Hälfte des 11. Jahrhunderts; halb althochdeutscher, halb lateinischer Zaubersegen gegen swam)[4]
- Wiener Notker (spätes 11. Jahrhundert)
- Millstätter Blutsegen (12. Jahrhundert, südbairisch)